# 明鏡寺
明鏡寺（みょうきょうじ）は岐阜県加茂郡八百津町にある臨済宗妙心寺派の寺院。山号は霊光山。

## 由緒
正平8年(1353年)、鎌倉五山派の建長寺十四世の頑石曇生が、この地に来て七堂伽藍を有する禅刹を開基し創建した。
かつて建長寺に奉安してあった鎌倉幕府六代将軍の宗尊親王の念持仏である聖観世音を、この寺に遷すために聖観音の胸内に埋め込まれていた三寸位の円鏡に因んで明鏡大悲の霊光が末世に至るまで曇らないようにと願い、霊光明鏡の四文字をもって霊光山 明鏡寺とした。
理由は不明であるが、宗尊親王の念持仏は寺に安置されることはなかった。
応安元年/正平23年(1368年)、二世の玉常曇球は、開山の宿志をつぎ、聖観世音の尊像を勧請して安置された聖観音菩薩は、玉常曇球に病を治す薬草を霊夢で教えて諸氏の病苦を救ったり、雨乞に応えるなどの霊験を顕したため眼明観音と呼ばれて尊崇された。
この観音像は制作年代の明らかな貴重な像であることから岐阜県指定の文化財となっている。
観音像が安置されている観音堂は伝承では観音菩薩と同年に建立されたとされるが、実際は室町時代後期に建てられたとみられている。茅葺の寄棟造で、希少な禅宗様の建築であるとして昭和52年（1977年）に国の重要文化財に指定された。
応仁の乱以後に数回戦禍に巻き込まれて荒廃し住持も変転して一時廃寺となったが、観音像は災厄を免れたので、
寛永年間に大仙寺の愚堂東寔(大圓寶鑑國師)が荒廃を嘆いて中興し、臨済宗妙心寺派となった。
ほかに、不動堂や大師堂などの堂宇がある。

## 文化財

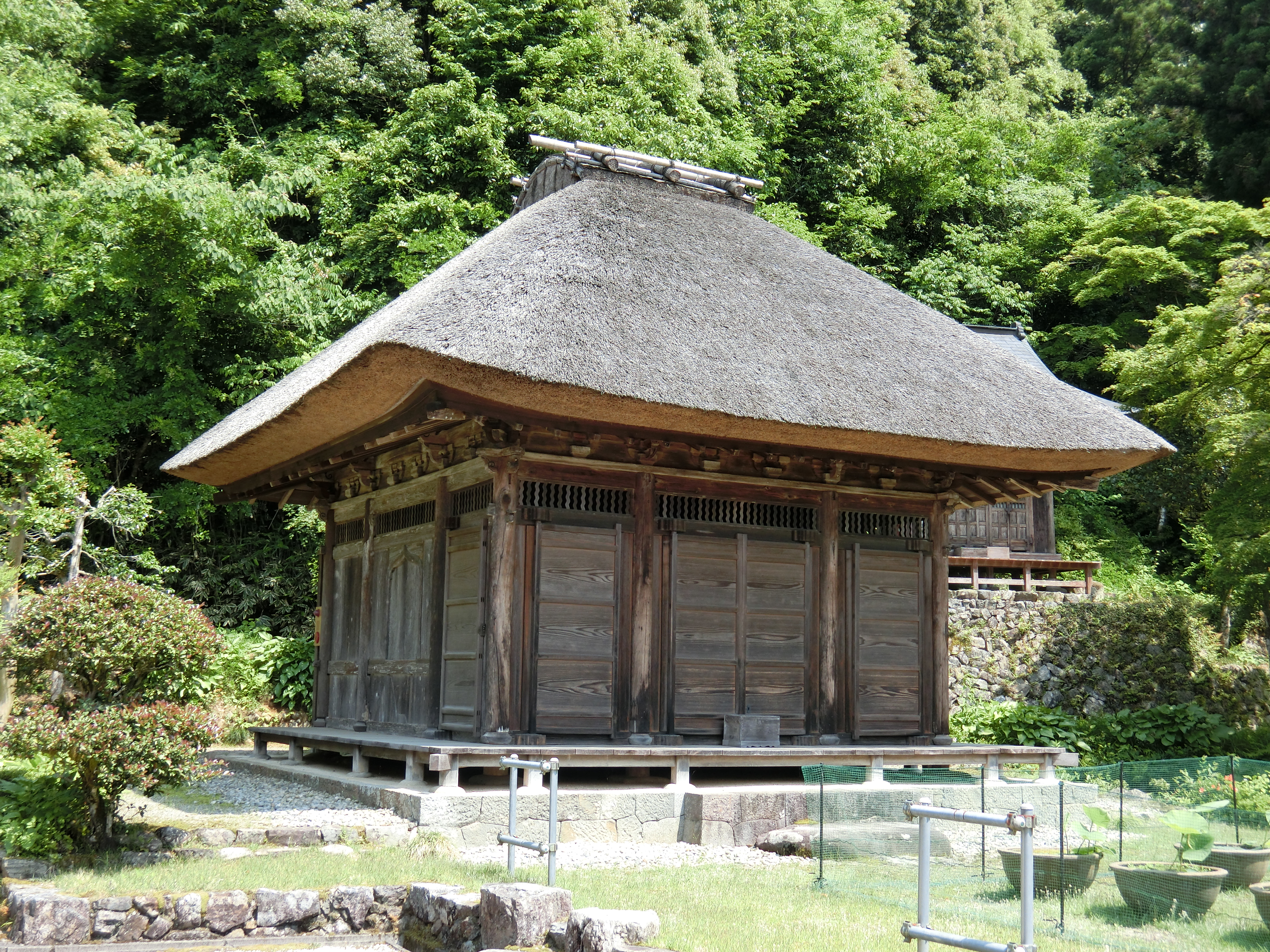
観音堂

### 重要文化財（国指定）
- 観音堂 - 室町時代後期の建立。桁行三間、梁間三間、一重、寄棟造、背面左右脇壇付、茅葺。昭和52年（1977年）06月27日指定。

### 重要文化財（県指定）
- 木造聖観世音坐像

### 重要文化財（町指定）
- 絹本十六善神の絵画

## 関連リンク
- 聖観世音菩薩　明鏡寺　岐阜県公式サイト
- 明鏡寺観音堂　八百津町観光協会